# Aleksejs Auziņš
Aleksejs Auziņš (Jelgava, 7 agosto 1910 – Riga, 25 aprile 1997) è stato un calciatore e hockeista su ghiaccio lettone, di ruolo centrocampista.

## Carriera da calciatore

### Club
Nel periodo in cui ha giocato in nazionale militava prima nel Riga Vanderer, mentre in precedenza aveva giocato nell'Amatieris Riga.

### Nazionale
Ha disputato sette partite in nazionale, senza segnare reti, tutte nel 1935, esordendo nella partita amichevole disputata il 30 maggio 1935 contro la Lituania.

## Carriera da hockeista su ghiaccio
La carriera da hockeista fu altrettanto significativa: giocò nella nazionale, arrivando a disputare i giochi olimpici invernali del 1936.

## Statistiche da Calciatore

### Cronologia presenze e reti in nazionale
| Cronologia completa delle presenze e delle reti in nazionale ― Lettonia | Cronologia completa delle presenze e delle reti in nazionale ― Lettonia | Cronologia completa delle presenze e delle reti in nazionale ― Lettonia | Cronologia completa delle presenze e delle reti in nazionale ― Lettonia | Cronologia completa delle presenze e delle reti in nazionale ― Lettonia | Cronologia completa delle presenze e delle reti in nazionale ― Lettonia | Cronologia completa delle presenze e delle reti in nazionale ― Lettonia | Cronologia completa delle presenze e delle reti in nazionale ― Lettonia |
| Data                                                                    | Città                                                                   | In casa                                                                 | Risultato                                                               | Ospiti                                                                  | Competizione                                                            | Reti                                                                    | Note                                                                    |
| ----------------------------------------------------------------------- | ----------------------------------------------------------------------- | ----------------------------------------------------------------------- | ----------------------------------------------------------------------- | ----------------------------------------------------------------------- | ----------------------------------------------------------------------- | ----------------------------------------------------------------------- | ----------------------------------------------------------------------- |
| 30-5-1935                                                               | Riga                                                                    | Lettonia                                                                | 6 – 1                                                                   | Estonia                                                                 | Amichevole                                                              | -                                                                       |                                                                         |
| 6-6-1935                                                                | Helsinki                                                                | Finlandia                                                               | 4 – 1                                                                   | Lettonia                                                                | Amichevole                                                              | -                                                                       |                                                                         |
| 12-6-1935                                                               | Riga                                                                    | Lettonia                                                                | 1 – 1                                                                   | Estonia                                                                 | Amichevole                                                              | -                                                                       |                                                                         |
| 5-7-1935                                                                | Riga                                                                    | Lettonia                                                                | 0 – 3                                                                   | Svezia                                                                  | Amichevole                                                              | -                                                                       |                                                                         |
| 21-8-1935                                                               | Tallinn                                                                 | Lettonia                                                                | 2 – 2                                                                   | Lituania                                                                | Amichevole                                                              | -                                                                       |                                                                         |
| 22-8-1935                                                               | Tallinn                                                                 | Estonia                                                                 | 1 – 1                                                                   | Lettonia                                                                | Amichevole                                                              | -                                                                       |                                                                         |
| 31-10-1935                                                              | Königsberg                                                              | Germania                                                                | 3 – 0                                                                   | Lettonia                                                                | Amichevole                                                              | -                                                                       |                                                                         |
| Totale                                                                  |                                                                         | Presenze                                                                | 7                                                                       |                                                                         | Reti                                                                    | 0                                                                       |                                                                         |